# Ricky Bruch
Björn Rickard (Ricky) Bruch (Örgryte, Göteborg, 2 juli 1946 – Ystad, 30 mei 2011), bijgenaamd Ricky, was een Zweedse acteur en atleet. Als atleet deed hij eerst aan kogelstoten, later aan discuswerpen. In beide disciplines werd hij meervoudig Zweeds kampioen, maar hij won geen grote internationale wedstrijden. Wel evenaarde hij in 1972 het wereldrecord discuswerpen van de Amerikaan Jay Silvester. Hij nam driemaal deel aan de Olympische Spelen en won hierbij één bronzen medaille. Met zijn persoonlijk record van 71,26 m bij het discuswerpen staat hij op een tiende plaats aller tijden (peildatum juli 2017).

## Biografie

### Nationale records op discus en kogel
Bruch groeide op in Skåne en woonde sindsdien lange tijd in de Zweedse stad Malmö. Zijn eerste succes boekte hij in 1967 met het winnen van het discuswerpen tijdens de Zweedse kampioenschappen. Het jaar erop wierp hij de discus als eerste Zweed al vroeg voorbij de 60 meter; op 30 maart kwam hij tot 60,58 m, een flinke verbetering van het vier jaar oude record van Lars Haglund van 59,95. Vervolgens scherpte hij dit record dat jaar nog driemaal aan: op 15 april tot 61,76, op 28 september tot 61,88 en op 3 oktober tot 61,98. Intussen had hij zich ook gekwalificeerd voor de Olympische Spelen van Mexico-Stad, waar hij met 59,28 een achtste plaats behaalde.
Ook met de kogel overschreed hij als eerste Zweed een belangrijke barrière: op 3 mei kwam hij tot 19,01, wat hij nog diezelfde maand, op 31 mei, alweer verbeterde tot 19,30.

### Zilver op EK
Zijn eerste medaille op een groot internationaal toernooi veroverde Bruch in 1969. Op de Europese kampioenschappen in Athene veroverde hij bij het discuswerpen met 61,08 het zilver achter de Oost-Duitser Hartmut Losch, die de titel veroverde met 61,82.

### Wereldrecord en olympisch brons
Nadat hij op 5 juli 1972 met 68,40 het wereldrecord discuswerpen van Jay Silvester had geëvenaard, ging Ricky Bruch anderhalve maand later op de Olympische Spelen van 1972 in München als een van de favorieten voor de gouden medaille van start. Die favorietenrol maakte hij niet geheel waar, aangezien hij 'slechts' een bronzen medaille in de wacht sleepte. Met een beste poging van 63,40 eindigde hij achter de Tsjech Ludvík Daněk (goud; 64,40) en Jay Silvester (zilver; 63,50). Vier jaar later op de Olympische Spelen van Montreal werd hij met 58,06 in de kwalificatieronde uitgeschakeld.
Bruch bekende zelf anabole steroïden gebruikt te hebben. Hij werd echter nooit positief getest. Bruch overleed een maand voor zijn 65e verjaardag aan kanker.

## Titels
- Zweeds kampioen discuswerpen - 1967, 1969, 1970, 1972, 1973, 1974, 1975, 1976, 1977, 1978, 1983
- Zweeds kampioen kogelstoten - 1970, 1972
- Zweeds indoorkampioen kogelstoten - 1969

## Persoonlijke records
| Onderdeel    | Prestatie | Datum            | Plaats |
| ------------ | --------- | ---------------- | ------ |
| kogelstoten  | 20,28 m   | 19 juni 1973     | Oslo   |
| discuswerpen | 71,26 m   | 15 november 1984 | Malmö  |

## Palmares

### kogelstoten
- 1969:  Zweedse indoorkamp. - 18,66 m
- 1970:  Zweedse kamp. - 18,68 m
- 1971:  EK indoor - 19,50 m
- 1972:  Zweedse kamp. - 19,35 m

### discuswerpen
- 1968: 8e OS - 59,28 m
- 1969:  Zweedse kamp. - 61,44 m
- 1969:  EK - 61,08 m
- 1970:  Zweedse kamp. - 58,68 m
- 1970:  Europacup - 64,86 m
- 1972:  Zweedse kamp. - 64,40 m
- 1972:  OS - 63,40 m
- 1973:  Zweedse kamp. - 62,28 m
- 1974:  Zweedse kamp. - 63,84 m
- 1974:  EK - 62,00 m
- 1975:  Zweedse kamp. - 61,94 m
- 1976:  Zweedse kamp. - 58,98 m
- 1977:  Zweedse kamp. - 59,26 m
- 1977:  Europacup B - 61,74 m
- 1978:  Zweedse kamp. - 58,52 m
- 1983:  Zweedse kamp. - 62,18 m

## Filmografie
- 1984 - Ronja Rövardotter
- 1978 - I skyttens tecken
- 1978 - Dante - akta're för Hajen!
- 1974 - Även änglar kan slå en rak höger

- World Athletics: 14349205
- International Standard Name Identifier: 0000 0000 5272 7050
- MusicBrainz: 62b40ec8-5371-4c3c-a8b0-1065fa16fecf
- LIBRIS: 179400
- Virtual International Authority File: 184149196255774790403